# Шанхайский кинофестиваль 2010
Тринадцатый Шанхайский международный кинофестиваль прошёл в Шанхае (КНР) с 12 по 20 июня 2010 года. В нём участвовало 2327 фильмов из 81 страны.

## Жюри
- Джон Ву (США)
- Чжао Вэй (КНР)
- Лео Каракс (Франция)
- Amos Gitai (Израиль)
- Bill Guttentag (США)
- Ёдзиро Такита (Япония)
- Ван Сяошуай (КНР)

## Победители
| Награда                  | Призёр                                               | Страна            |
| ------------------------ | ---------------------------------------------------- | ----------------- |
| Лучший фильм             | Baciami ancora, режиссёр Габриэле Муччино            | Италия            |
| Лучшая режиссура         | Лю Цзе, Цай Ни за фильм Deep in the Clouds           | КНР               |
| Лучшая мужская роль      | Christian Ulmen за фильм Wedding Fever In Campobello | Германия — Италия |
| Лучшая женская роль      | Vittoria Puccini за фильм Baciami ancora             | Италия            |
| Лучший сценарий          | фильм Baciami ancora                                 | Италия            |
| Лучшая кинематография    | фильм Ундина                                         | Ирландия          |
| Лучшая музыка            | фильм Deep in the Clouds                             | КНР               |
| Специальная награда жюри | фильм Deep in the Clouds                             | КНР               |

### Новые таланты Азии
| Награда          | Призёр             | Страна           |
| ---------------- | ------------------ | ---------------- |
| Лучший фильм     | фильм Lan'         | КНР              |
| Лучшая режиссура | фильм Goodbye Mom' | Республика Корея |